# ロンドン電気鉄道

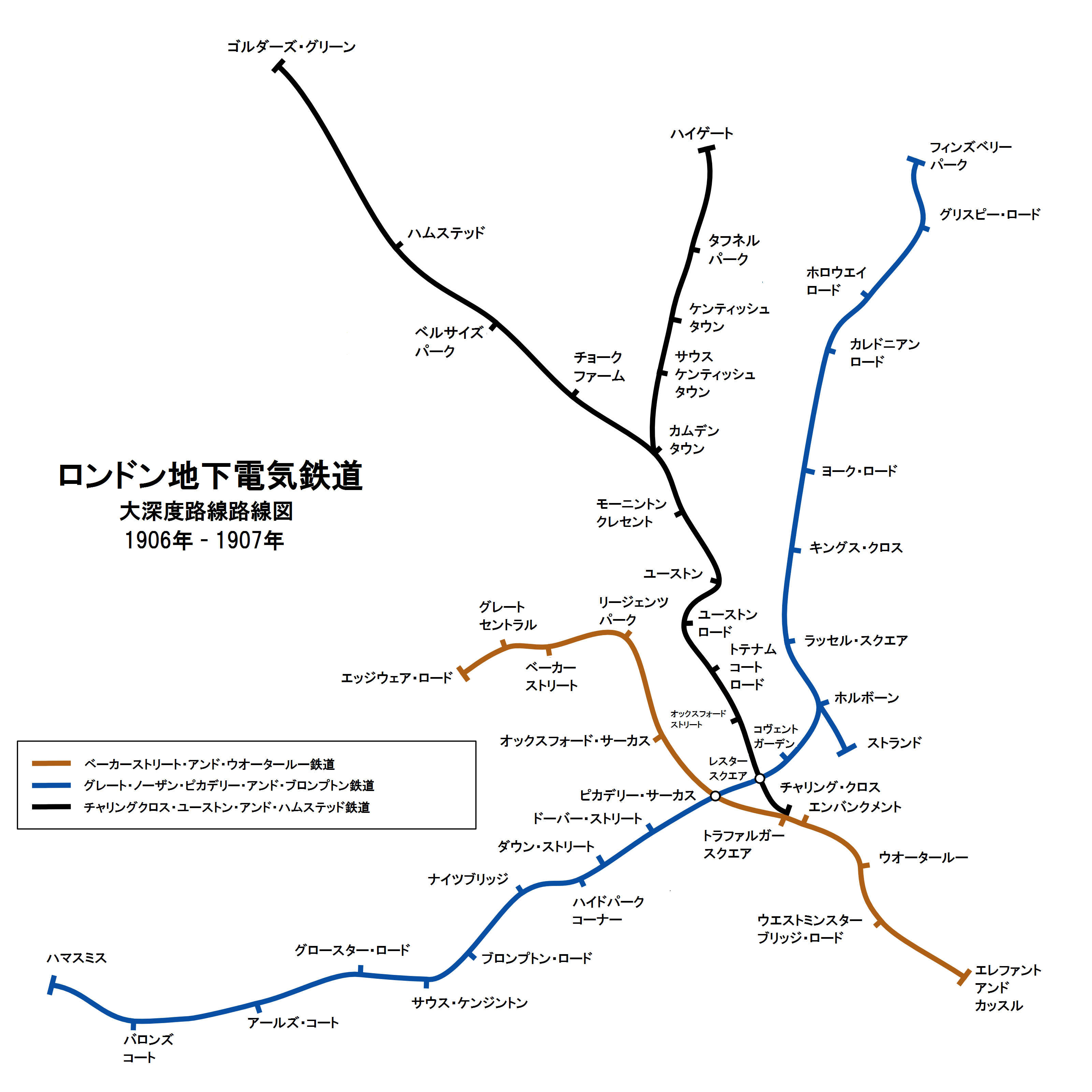
ロンドン地下電気鉄道傘下の3つの大深度地下鉄会社がロンドン電気鉄道に統合された

ロンドン電気鉄道（ロンドンでんきてつどう、英語：London Electric Railway、LER）は1910年から1933年まで3つの路線を運営したロンドンの地下鉄会社である。ロンドン旅客運輸公社に吸収され、清算された。

## 歴史
ロンドン電気鉄道は持ち株会社ロンドン地下電気鉄道傘下の傘下にあり、1906年から1907年にかけて開業した3つの大深度地下鉄会社、ベーカーストリート・アンド・ウォータールー鉄道、チャリングクロス・ユーストン・アンド・ハムステッド鉄道、グレート・ノーザン・ピカデリー・アンド・ブロンプトン鉄道を統合して1910年に設立された。設立後も引き続きロンドン地下電気鉄道の傘下にあった。この統合は1910年ロンドン電気鉄道統合法によって認可され、 チャリングクロス・ユーストン・アンド・ハムステッド鉄道およびベーカーストリート・アンド・ウォータールー鉄道の資産をグレート・ノーザン・ピカデリー・アンド・ブロンプトン鉄道に移譲し、グレート・ノーザン・ピカデリー・アンド・ブロンプトン鉄道をロンドン電気鉄道に改名する手法で実現した。 
ロンドン電気鉄道設立により3社の経営陣は統合されたものの、運行上の都合から所有する3路線はベーカールー・チューブ、ハムステッド・チューブ、ピカデリー・チューブとして別々に運営された。
ロンドン地下電気鉄道と、他のロンドン地域の交通機関運営会社は1933年7月1日にロンドン旅客運輸公社に統合され、ロンドン電気鉄道は清算された。ロンドン電気鉄道の路線は現在のベーカールー線、ノーザン線、ピカデリー線の原型となっている。